# تقنية الأدوات الشخصية الذكية

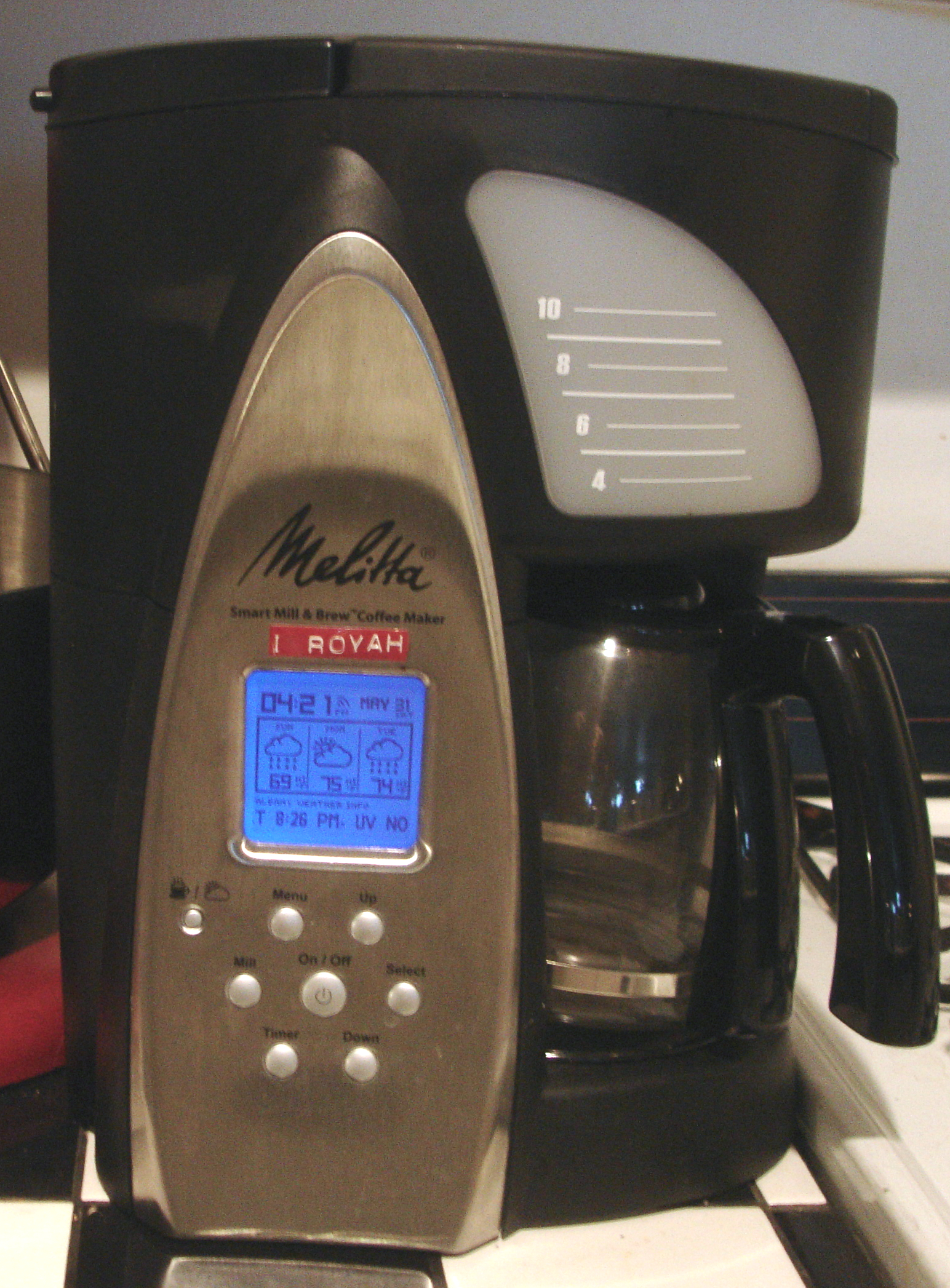
التقنية بآلة صنع القهوة ميليدا

تقنية الأدوات الشخصية الذكية أو الأدوات الذكية الشخصية, (بالإنجليزية:(Smart Personal Object Technology (SPOT) , هي شاشات صغيرة تم تطويرها من قبل شركة مايكروسوفت تُستخدم في الأجهزة الإلكترونية المنزلية والأجهزة اليومية الأخرى، من خلال البرمجيات «الذكية» والأجهزة التي من شأنها أن تجعل استخداماتها أكثر تنوعا.
التكنولوجيا المستخدمة في (SPOT) ترتبط بخدمات الشبكة مباشرة، وتتصل في جميع أنحاء الولايات المتحدة وكندا على أساس إشارات الراديو تضمين التردد ويبث في حوالي 100 من المناطق الحضرية وتكلف الخدمة 59 دولارا للسنة.
الساعات الذكية كانت أول تطبيق يستند عليه (SPOT)،عُرضت في عام 2004 من شركتي الساعات فاسل وسيونتو مع نماذج في وقت لاحق من تيسو وسواتش. كما تضمنت التقنية آلة صنع القهوة بواسطة شركة ميليدا. كما تم التخطيط لاستخدام التكنولوجيا في منبهات ومحطات الأرصاد الجوية.
في عام 2008 توقف بيع ساعات ال (SPOT) المقدمة من مايكروسوفت وظلت تدعم الساعات والأجهزة الأخرى التي بيعت بالفعل حتى 31 ديسمبر 2011 عندما توقف البث وفي 1 يناير 2012 تم إلغاء الخدمة نظرا لانخفاض الطلب، وزيادة توافر واي فاي والهاتف المحمول و راديو FM والشبكات الرقمية الأخرى.